# Patty Gurdy
Patty Gurdy (nom de scène de Patricia Büchler), née le 17 février 1997 à Ratingen (Allemagne),, est une musicienne allemande joueuse de vielle à roue qui évolue dans la scène folk, définissant son genre comme dark pop folk.
Commençant sa carrière vers 2014, elle est membre des groupes Harpyie puis Storm Seeker avant d'entreprendre une carrière solo. Elle collabore aussi avec des groupes comme Faun, Fiddler's Green ou Alestorm,.
Elle participera notamment à la bande originale de la série Carnival Row, en composant les musiques I'll Fly For You et Grieve No More.

## Discographie

### Albums studio
- 2019 - Pest & Power
- 2024 - Tavern